# Lindlar
Lindlar település Németországban, azon belül Észak-Rajna-Vesztfália tartományban. Lakosainak száma 21 836 fő (2023. december 31.). Lindlar Kürten és Engelskirchen községekkel határos.

## Népesség
A település népességének változása:
| Lakosok száma | 15 859 | 21 513 | 21 396 | 21 366 | 21 665 | 21 836 |
|               | 1975   | 2017   | 2019   | 2021   | 2022   | 2023   |